# 科霍斯
科霍斯（Cohoes）是美国纽约州奥尔巴尼县东北角的一座城市。由于纺织制造业在十九世纪发展的重要性，被称为“主轴城市”。 该市的工厂加工从美国深南部来的棉花，在奴隶州种植园生产。
截至2010年美国人口普查，全市人口16168人。科霍斯这个名字是来自一个莫霍克语单词，Ga-ha-oose，指科霍斯瀑布和下降的独木舟的地方，霍霍特·盖茨·斯帕福德（Horatio Gates Spafford）在他的1823年出版物“纽约州地名索引”。 后来的历史学家认为，这个名字来自于阿尔冈昆语，一个名字意味着“松树”的地方。